# Van Weede

Geslachtswapen (1815)

Van Weede is een Nederlands geslacht dat vanaf 1331 tienden bezat te Zeldert en waarvan leden sinds 1815 tot de Nederlandse adel van het koninkrijk behoren.

## Geschiedenis
De stamreeks begint met Steven van Wede, knape, die vanaf 1317 vermeld wordt, vanaf 1331 als bezitter van de tienden te Zeldert en die na 12 januari 1334 overleed. Vanaf 1703 was een nazaat, Hendrik Maurits van Weede (1668-1726) heer van Lutteke Weede, een heerlijkheid die nog steeds in het bezit is van de familie; in 1793 kwamen daar voor een achterkleinzoon nog de heerlijkheden Dijkveld en Rateles bij, eveneens nog in het bezit van de familie
In 1675 werd George Johan van Weede, heer van Biljoen, Walenburg, Balgoy en Keent (1627-1696) door keizer Leopold I verheven tot des H.R. Rijksbaron. Zijn dochter Everdina Jacoba Wilhelmina van Weede (1685-1724) trouwde in 1702 met Lebrecht prins, vanaf 1718: vorst van Anhalt-Bernburg-Schaumburg-Hoym (1669-1727); zij werd door keizer Joseph I op 11 augustus 1705 verheven tot des H.R. Rijksgravin.
Bij Koninklijk Besluit van 16 september 1815 werd Everard van Weede, heer van Lutteke Weede, Dijkveld en Rateles (1775-1844), benoemd in de ridderschap van Utrecht; bij KB van 8 juli 1816 werd zijn broer Willem van Weede (1778-1861), getrouwd met jkvr. Susanne Jacqueline Warin (1784-1838), erkend te behoren tot de Nederlandse adel.
In 2012 waren er nog twaalf mannelijke telgen in leven, de laatste geboren in 2002.

### Bezittingen
In de 19e eeuw kwam een lid van de familie in het bezit van huis de Berencamp; dit huis ging na het overlijden van jhr. mr. Willem Marcus van Weede, heer van de Berencamp (1848-1925) over naar de zoon van zijn zwager, jhr. mr. Hendrik Maurits van Haersma de With, heer van de Berencamp (1884-1945), secretaris van de minister van Buitenlandse Zaken, en daarna naar diens zoon en kleinzoon Van Haersma de With.
Na het overlijden van Sophia Wilhelmina van Weede-barones van Heeckeren van Kell, vrouwe van Bingerden en Lathum (1892-1967) kwam haar zoon jhr. Jacob Dirk Carel van Weede (1929-2005) in 1967 in het bezit van huis en heerlijkheden Bingerden en Lathum die nog steeds onverdeeld familiebezit zijn.
Via Wilhelmina Elisabeth Charlotte van Weede-gravin van Lynden van Sandenburg (1900-1984) kwam haar zoon jhr. mr. Rudolph Everhard Willem van Weede (1931-2014) in het bezit van huis en heerlijkheden Ampsen na erfenis van haar zus, zijn tante, Marie Jacqueline gravin van Lynden van Sandenburg, vrouwe van de beide Ampsen (1903-1983).

## Enkele telgen

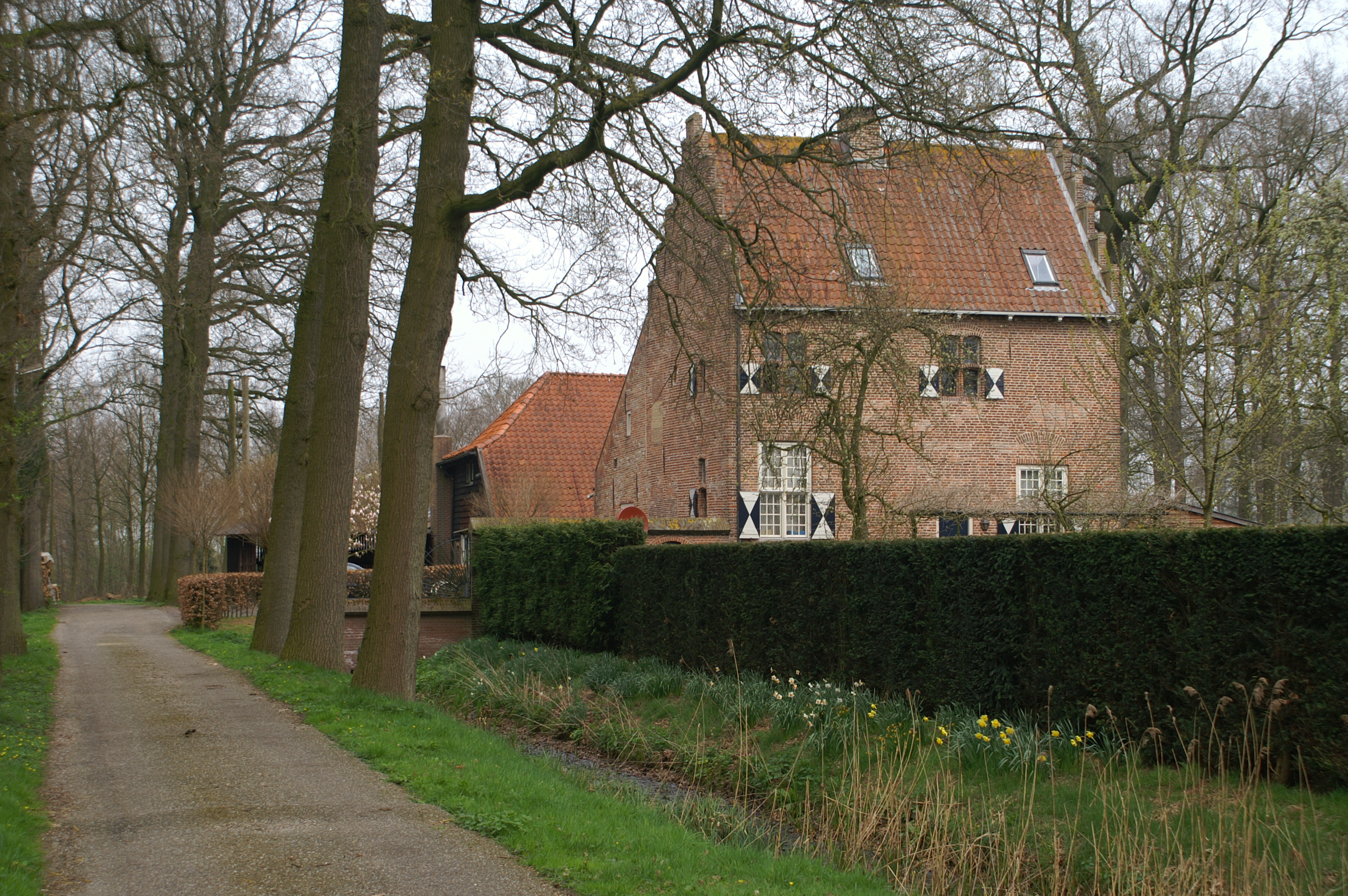
Huis de Berencamp, Nijkerk

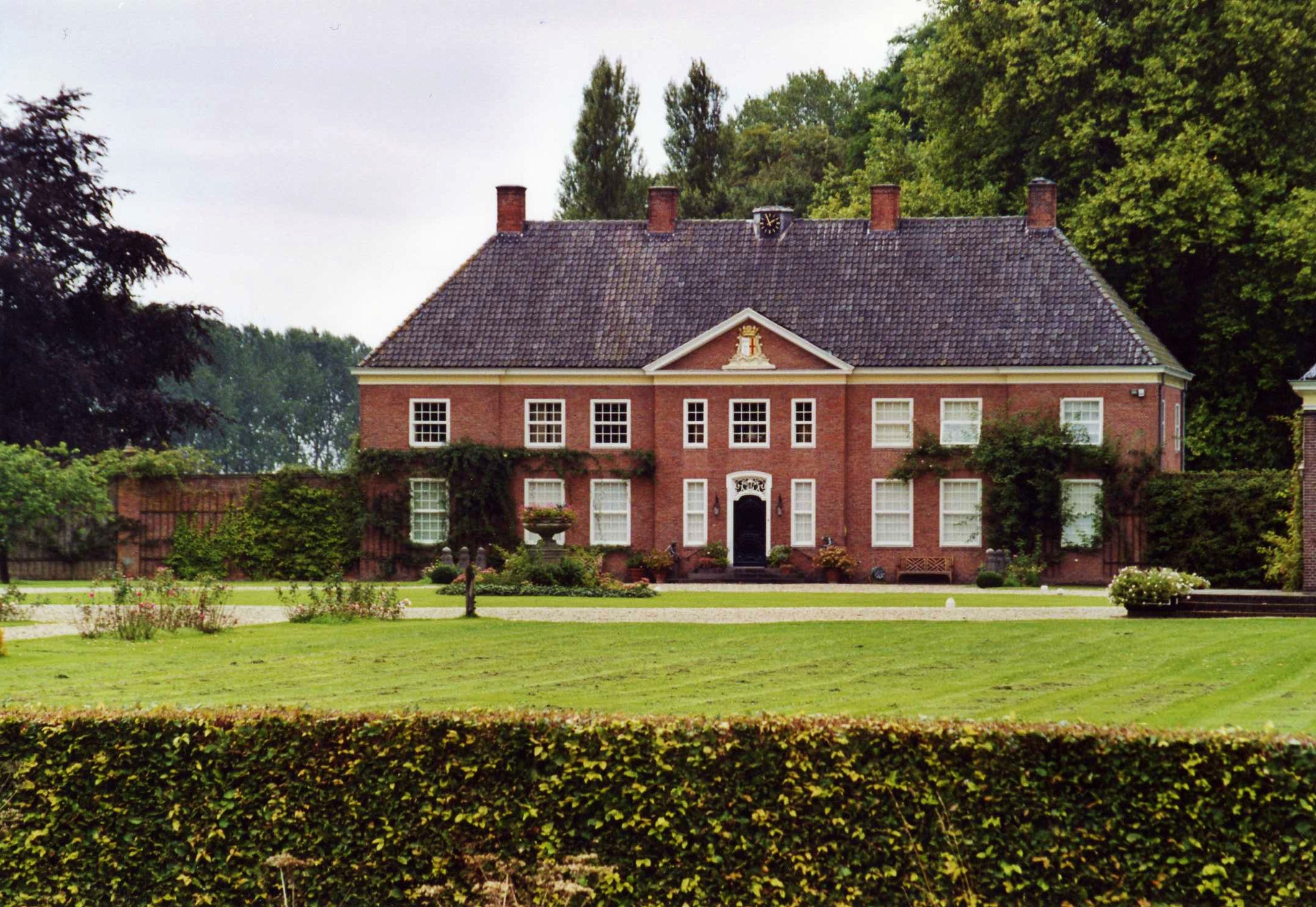
Huis Bingerden, na de brand in 1945

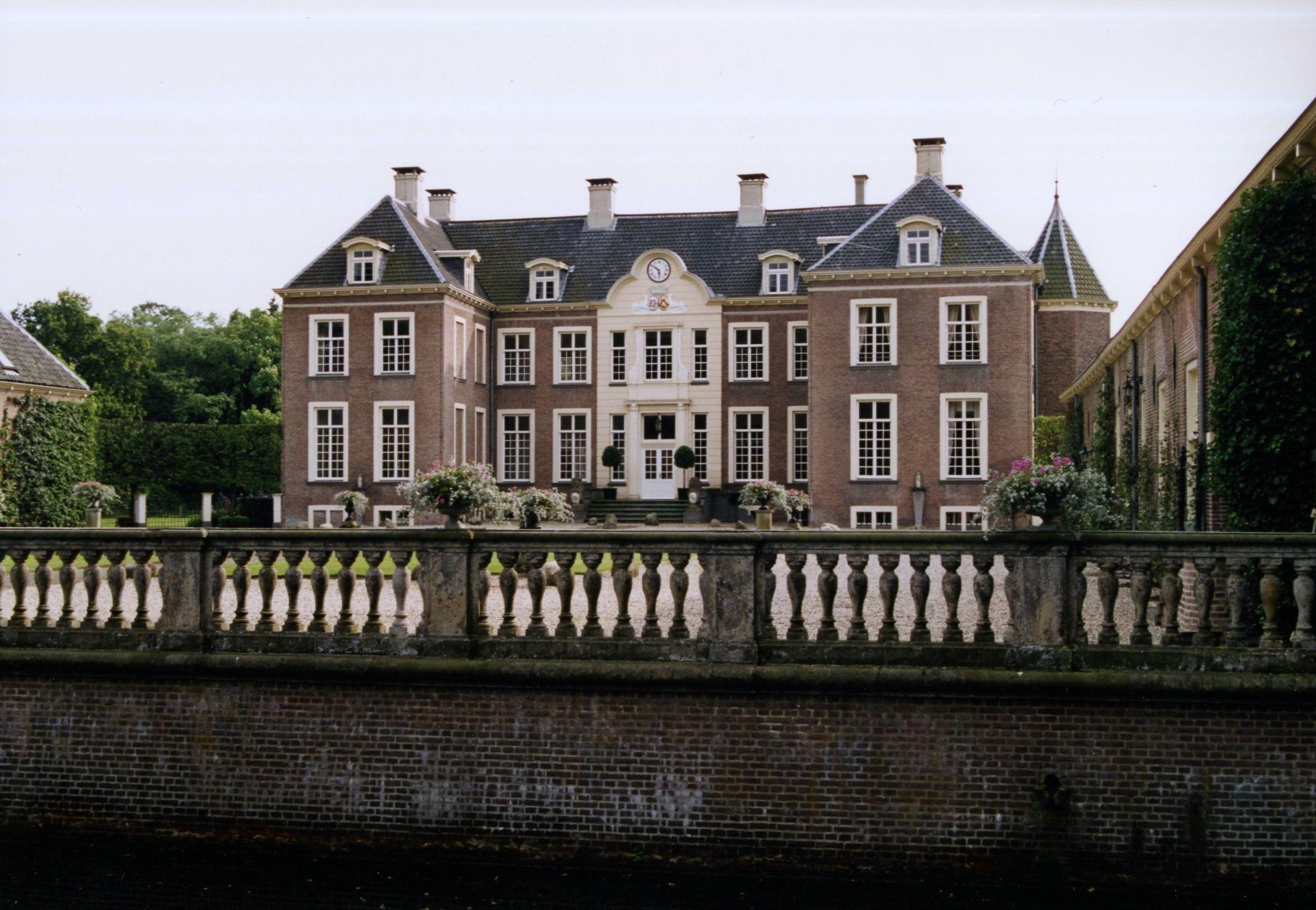
Huis Ampsen

Mr. Johan van Weede (1584-1634), schepen, raad in de vroedschap en burgemeester van Utrecht, gedeputeerde ter Staten-Generaal
- Everard van Weede van Dijkveld (1626-1702), politicus en diplomaat voor de Republiek der Zeven Verenigde Nederlanden
- George Johan des H.R. Rijksbaron van Weede (1627-1696), heer van Biljoen, Walenburg, Balgoy en Keent (1627-1696), gouverneur van Grave
  - Everdina Jacoba Wilhelmina des H.R.Rijksgravin van Weede (1685-1724); trouwde in 1702 met Lebrecht prins, vanaf 1718: vorst van Anhalt-Bernburg-Schaumburg-Hoym (1669-1722)
    - Charlotte Wilhelmina prinses van Anhalt-Bernburg-Schaumburg-Hoym (1706-1766); trouwde in 1724 met Willem landgraaf van Hessen-Philippsthal-Barchfeld (1692-1761)
- Henrick van Weede (1631-1700), generaal-majoor, heemraad
  - Hendrik Maurits van Weede, vanaf 1703 heer van Lutteke Weede (1668-1726), postmeester te Amsterdam
    - Everard van Weede, heer van Lutteke Weede (1711-1750), gedeputeerde ter Rekenkamer
      - Hendrik Maurits van Weede, heer van Lutteke Weede (1737-1796), raad in de vroedschap en schepen van Utrecht
        - Cornelia Margaretha van Weede (1769-1837); trouwde in 1814 met jhr. Paul Iwan Hogguer (1760-1816), burgemeester en bankier
        - Jhr. Everard van Weede, heer van Lutteke Weede, Dijkveld en Rateles (1775-1844), griffier en lid van de Eerste Kamer
          - Jhr. Jacob Jan van Weede (1805-1836)
            - Jhr. Everard van Weede, heer van Lutteke Weede, Dijkveld en Rateles (1834-1893), lid van Provinciale Staten van Utrecht, lid gemeenteraad van Utrecht
              - Jhr. Jacob van Weede, heer van Lutteke Weede, Dijkveld en Rateles (1870-1945)
                - Jhr. mr. Everard Willem Jacob van Weede, heer van Lutteke Weede, Dijkveld en Rateles (1912-2000)
                  - Jhr. Winfried van Weede (1950), chef de famille

        - Jhr. Willem van Weede (1778-1861)
          - Jhr. mr. Hendrik Maurits van Weede (1817-1866), lid gemeenteraad van Nijkerk, lid Provinciale Staten van Gelderland en kamerheer i.b.d.
            - Jhr. mr. Willem Marcus van Weede, heer van de Berencamp (1848-1925), minister van Buitenlandse Zaken; trouwde in 1878 met jkvr. Volkertina Adriana van Haersma de With (1857-1916)
              - Jhr. mr. dr. Hendrik Maurits van Weede (1879-1912), gezantschapssecretaris, ongehuwd

            - Jkvr. Jacqueline Pauline van Weede (1853-1940); trouwde in 1876 met jhr. mr. Jan Hendrik van Haersma de With (1852-1900), kantonrechter 
              - Jhr. dr. Jan Minnema van Haersma de With, heer van de beide Pollen en Nijenbeek (1878-1965), diplomaat, erfde de tekeningen- en prentverzameling (verzameling "De Poll") van zijn oom

            - Jkvr. Cornelia Maria van Weede (1855-1927); trouwde in 1898 met jhr. mr. Jacob Willem Gustaaf Boreel van Hogelanden (1852-1937, burgemeester en Tweede Kamerlid
            - jhr. mr. Rudolf Everard Willem van Weede, heer van de beide Pollen en Nijenbeek (1858-1933), lid van Provinciale Staten van Gelderland, grootmeester en waarnemend hofmaarschalk van koningin Emma, eigenaar verzameling "De Poll"; trouwde in 1893 met Nicoline Adriana Sophie barones Schimmelpenninck van der Oye, vrouwe van de beide Pollen en Nijenbeek (1865-1921), dochter van Alexander baron Schimmelpenninck van der Oye, heer van de beide Pollen en Nyenbeek (1839-1918)

          - Jhr. Everard Willem van Weede (1820-1897), secretaris van de Hoge Raad van Adel en kamerheer i.b.d.
            - Jhr. mr. Henrick van Weede, heer van Zuylenborg en Maarssen (1854-1921), ambassadeur en kamerheer i.b.d.
              - Jhr. mr. Wouter Everard van Weede (1887-1974), burgemeester van Amerongen; trouwde in 1927 met Sophia Wilhelmina barones van Heeckeren van Kell, vrouwe van Bingerden en Lathum (1892-1967)
                - Jhr. mr. Henrick Everard van Weede (1918-1968), secretaris van de Hoge Raad van Adel en kamerheer i.b.d.
                - Jhr. Jacob Dirk Carel van Weede, heer van Bingerden en Lathum  (1929-2005)

              - Jhr. mr. Marc Willem van Weede (1904-1994), ambassadeur; trouwde in 1930 met Wilhelmina Elisabeth Charlotte gravin van Lynden van Sandenburg (1900-1984), dochter van vicepresident van de Raad van State mr. Frederik Alexander Carel graaf van Lynden van Sandenburg (1873-1932) en Gerarda Cornelia barones van Nagell, vrouwe van de beide Ampsen (1878-1946), grootmeesteres van de koningin
                - Jhr. mr. Rudolph Everhard Willem van Weede, heer van de beide Ampsen (1931-2014)

            - Jkvr. Constantia Maria van Weede (1861-1932); trouwde in 1885 met mr. dr. Alexander Frederik baron van Lynden (1856-1931), burgemeester
            - Jkvr. Renée Henriëtte van Weede (1864-1934); trouwde in 1887 met mr. Constant Jacob Willem Loten van Doelen Grothe (1851-1925), burgemeester

        - Carolina Justina van Weede (1779-1837); trouwde in 1806 met jhr. mr. George Clifford (1769-1847), politicus en lid van de Tweede Kamer